# Педро Паскал
Педро Паскал (на английски и на испански: Jose Pedro Balmaceda Pascal) е чилийско-американски театрален, телевизионен и филмов актьор. Известни продукции с негово участие са филма „Агенти на съдбата“, сериалите „Бъфи, убийцата на вампири“, „Полицейско управление Ню Йорк“, „Безследно изчезнали“, „Ангелите на Чарли“, „От местопрестъплението“, „Никита“, „Вътрешна сигурност“, „Грейсланд“, „Менталистът“, „Игра на тронове“ и други.

## Биография
Педро Паскал е роден на 2 април 1975 г. в Сантяго, Чили. Скоро след раждането му, семейството му бяга от военната диктатура на Аугусто Пиночет и получава политическо убежище в Дания. По-късно семейството му се премества да живее в Сан Антонио, Тексас, а когато е на единадесет години се преместват да живеят в Ориндж, Калифорния.
Паскал учи първо в Училището по изкуства на окръг Ориндж, а след това учи в Нюйоркския университет. Той живее в Ню Йорк от 1993 г.

## Кариера
Дебютът му е през 1996 г. в късометражния филм „Burning Bridges“. Педро Паскал е познат предимно от малкия екран с участието си в множество сериали и телевизионни филми, между които „Бъфи, убийцата на вампири“, „Добрата съпруга“, „Вътрешна сигурност“, „Грейсланд“, „Менталистът“ и други. Вероятно най-известната му роля е на принц Оберин Мартел в четвърти сезон на суперпродукцията на HBO – „Игра на тронове“.
Паскал има богат опит като режисьор и актьор на театралните сцени в класически и съвременни постановки. Той е награден с Награда на „Театралната критика на Лос Анджелис“ за ролята си в постановката „Orphans“, която се играе в Интернационалния градски театър в Лонг Бийч. Паскал има и множество участия на нюйоркските Оф-Бродуей сцени, между които: „Maple and Vine“ на Джордън Харисън; „Beauty of the Father“ на Нило Круз и Роберто Агуир-Сакаса; „Sand“ на Триста Болдуин; „Old Comedy“ на Дейвид Грийнспан; „Some Men“ на Терънс МакНейли и други. Той е член на нюйоркската трупа „LAByrinth Theater Company“.

## Избрана филмография
- „Бъфи, убийцата на вампири“ (сериал, 1999)
- „Докоснат от ангел“ (сериал, 2000)
- „Полицейско управление Ню Йорк“ (сериал, 2001)
- „Земята срещу паяка“ (Тв филм, 2001)
- „Безследно изчезнали“ (сериал, 2006)
- „Закон и ред“ (сериал, 2008)
- „Закон и ред: Умисъл за престъпление“ (сериал, 2008)
- „Добрата съпруга“ (сериал, 2009 – 2011)
- „Сестра Джаки“ (сериал, 2010)
- „Нокаут“ (сериал, 2011)
- „Агенти на съдбата“ (2011)
- „Братя и сестри“ (сериал, 2011)
- „Извън играта – Падението на Сам Акс“ (Тв филм, 2011)
- „Закон и ред: Ню Йорк“ (сериал, 2011)
- „Ангелите на Чарли“ (сериал, 2011)
- „Жената чудо“ (Тв филм, 2011)
- „Скрити доказателства“ (сериал, 2012)
- „От местопрестъплението“ (сериал, 2012)
- „Никита: Отмъщението“ (сериал, 2013)
- „Червена вдовица“ (сериал, 2013)
- „Вътрешна сигурност“ (сериал, 2013)
- „Грейсланд“ (сериал, 2013 – 2014)
- „Менталистът“ (сериал, 2014)
- „Игра на тронове“ (сериал, 2014)
- „Наркос“ (сериал, 2015 – 2017)
- „Великата стена“ (2016)
- „Kingsman: Златният кръг“ (2017)
- „Закрилникът 2“ (2018)
- „Мандалорецът“ (сериал, 2019 –)
- „Жената чудо 1984“ (2020)
- „The Last of Us: Последните оцелели“ (сериал, 2023 –)